# Oukuriella fasciata
Oukuriella fasciata är en tvåvingeart som beskrevs av Epler 1986. Oukuriella fasciata ingår i släktet Oukuriella och familjen fjädermyggor. Inga underarter finns listade i Catalogue of Life.